# Syntormon beijingensis
Syntormon beijingensis är en tvåvingeart som beskrevs av Yang 1998. Syntormon beijingensis ingår i släktet Syntormon och familjen styltflugor. Inga underarter finns listade i Catalogue of Life.